# Tarucus alteratus
Tarucus alteratus är en fjärilsart som beskrevs av Moore 1882. Tarucus alteratus ingår i släktet Tarucus och familjen juvelvingar. Inga underarter finns listade i Catalogue of Life.